# أم الحكم بنت الزبير
أم الحكم بنت الزبير بن عبد المطلب، وقيل أم حكيم بنت الزبير، وقيل صفية بنت الزبير، وقيل عاتكة بنت الزبير، صحابية، وبنت عم الرسول محمد، وأمّها عَاتِكة بنت أبي وهب بن عَمْرو، أسلمَتْ وهاجَرت، وأطعم رسولُ الله أم الحكم من خيبر ثلاثين وسقًا.

## سيرتها
تشتهر بكنيتها أم الحكم أو أم حكيم، وقيل اسمها صفية، ذكره ابن منده وغيره. وذكر ابن حبان أن اسمها عاتكة، وذكر الزبير بن بكار إنها كانت أخت النبي من الرضاعة، وكان يزورها بالمدينة المنورة. تزوجها ربيعة بن الحارث بن عبد المطلب، وأنجبت له: عبد شمس، وعبد المطلب، وأروى الكبرى، ومحمدًا، وعبد الله، والعباس، والحارث، وأمية. وذكرها محمد بن حبيب البغدادي في أسماء النسوة المبايعات رسول الله  من بني هاشم نقلًا عن الواقدي. وروت الحديث عن النبي محمد، وروى عنها حفيدها عبد الله بن الحارث بن نوفل، وعمار بن أبي عمار.